# باروایس (تگزاس)
باروایس (به انگلیسی: Barwise) یک منطقهٔ مسکونی در ایالات متحده آمریکا است که در تگزاس واقع شده‌است. باروایس ۹۸۹٫۰۹ متر بالاتر از سطح دریا واقع شده‌است.